# 467. п. н. е.

## Догађаји
- Метеорит пао у Егос-Потамосу у Тракији. Овај пад је навео Диогена из Аполоније да претпостави да су метеори „невидљиве звезде које светле док падају на земљу“.